# Calyptrochilum
Calyptrochilum  (Kraenzl., 1895) è un genere di piante della famiglia delle Orchidacee.

## Tassonomia
Il genere comprende tre specie:
- Calyptrochilum aurantiacum (P.J.Cribb & Laan) Stévart, M.Simo & Droissart, 2018
- Calyptrochilum christyanum (Rchb.f.) Summerh., 1936
- Calyptrochilum emarginatum (Afzel. ex Sw.) Schltr., 1918